# Oglasa captata
Oglasa captata är en fjärilsart som beskrevs av Butler 1889. Oglasa captata ingår i släktet Oglasa och familjen nattflyn. Inga underarter finns listade i Catalogue of Life.